# Сулејман Спахо
Сулејман Спахо (Алексинац, 16. јун 1949) српски је политичар. Он је бивши народни посланик у Народној скупштини Републике Србије као представник Српске радикалне странке (СРС) и оснивач невладине организације Удружење Срба муслиманске вероисповести.

## Младост и политичка каријера
Сулејман Спахо је рођен у муслиманској породици, пореклом из Сарајева, у Алексинцу 16. јуна 1949. године где му је отац служио у ЈНА. Недуго после његовог рођења, породица се преселила у Лозницу, где је Спахо и одрастао. Брат Спаховог деде је био Мехмед Спахо, министар у Краљевини Југославији и најмоћнији муслимански политичар тог времена.
Играо је рукомет за РК Металопластику из Шапца, радио као ВК електричар у фабрици Вискоза, одакле је и отпуштен, а након тога је радио као продавац паприке на пијаци.
Спахо се прикључио Српској радикалној странци у раним 1990им годинама и учествовао као добровољац у Рату у Хрватској и Рату у Босни и Херцеговини на српској страни.
Изабран је за народног посланика у Народној скупштини Републике Србије у децембру 2003. године заменивши посланика који је преминуо. Поново је изабран на изборима за народне посланике 2007. и 2008. године. Био је на 50. месту на листи Српске радикалне странке за изборе за народне посланике 2016. године, али је листа освојила само 22 мандата.
Спахо је фотографисан у августу 2008. године како даје паре полуголим го-го плесачицама у ноћном клубу Малибу у Лозници. Након што су фотографије процуреле у јавност, Спахо је изјавио како су ове слике монтажа. Када се у Народној скупштини дискутовало о декларацији о масакру у Сребреници, Спахо није био присутан, а остаће упамћен по томе што је охрабривао Ратка Младића, тада бегунца, да се никада не преда.

## Приватни живот и живот после политике
Спахо се изјашњава као Србин муслиман, док остали посланици кажу да иако се изјашњава као муслиман, не поштује Рамазан осим у причи. Након што је завршио са посланичком каријером, Спахо је постао учесник ријалити емисије Парови на Хепи телевизији.
Тренутно је председник невладине организације Удружење Срба муслиманске вероисповести, удружење које је основао са циљем да едукује што више грађана Србије који се декларишу као Срби муслиманске вероисповести, као и да шири историјске чињенице о овој популацији.